# Phạm Như Thuần
Phạm Như Thuần (sinh 1975 tại Thanh Hóa), là cựu cầu thủ bóng đá người Việt Nam và bình luận viên thể thao.

## Sự nghiệp
Khởi nghiệp anh thi đấu tại câu lạc bộ ở quê hương Thanh Hóa. Trong trận chung kết giải bóng đá U19 năm 1997, Phạm Như Thuần là đội trưởng đã ghi bàn thắng quyết định cho Thanh Hoá thắng Thể Công, thuyết phục được lãnh đạo Thể Công nhận anh về đội bóng.
Thời gian ở Thể Công là thời gian thành công nhất trong sự nghiệp thi đấu ở câu lạc bộ của Như Thuần. Anh có được một chức vô địch quốc gia năm 1998, siêu cúp năm 1999 với câu lạc bộ.
Sau một thời gian dài ở Thể Công, do tuổi tác, không còn ở trong đội hình chính, cuối năm 2005, anh chuyển sang Hòa Phát Hà Nội, tham dự giải vô địch quốc gia 2006. Ở Hòa Phát anh đeo băng đội trưởng. Trong giải này anh bị chấn thương phải nghỉ 8 vòng đấu.
Năm 2008, trong chiến dịch thăng hạng, câu lạc bộ T&T Hà Nội đã mua một số cựu tuyển thủ quốc gia, trong đó có Như Thuần. Anh cùng câu lạc bộ thi đấu tại giải hạng nhất năm 2008 và đạt được mục tiêu thăng hạng lên thi đấu tại giải vô địch quốc gia 2009. Với những đóng góp tích cực, Phạm Như Thuần là một trong 5 cá nhân được câu lạc bộ khen thưởng vào cuối mùa bóng.
Năm 2009, anh về đầu quân cho Câu lạc bộ bóng đá Khatoco Khánh Hòa với hợp đồng một năm và góp công lớn giúp Khatoco Khánh Hòa đạt được mục tiêu trụ hạng vào cuối giải. Tuy nhiên, trước khi hết hạn hợp đồng chỉ nửa tháng, Như Thuần đã bị câu lạc bộ sa thải vì những phát biểu trên mặt báo mà câu lạc bộ cho rằng "thiếu chính xác, gây bất ổn và thiệt hại cho đội bóng".
V-League 2015 trước vòng đấu 20, Phạm Như Thuần được bổ nhiệm ghế quyền huấn luyện viên trưởng của Than Quảng Ninh.
Sau khi kết thúc sự nghiệp huấn luyện vào năm 2017, anh quyết định mở rộng trung tâm bóng đá Phạm Như Thuần và đang là HLV của trung tâm đào tạo bóng đá trẻ.

## Danh hiệu
Câu lạc bộ
- Vô địch U-19 quốc gia: 1997
- Vô địch quốc gia: 1998
- Siêu cúp quốc gia: 1999
- Cúp bóng đá quốc gia: 2006

Đội tuyển
- Hạng nhì SEA Games: 1999
- Hạng ba Cúp Tiger: 2002

## Gia đình và cuộc sống
Vợ Phạm Như Thuần cũng là một vận động viên, cựu cầu thủ bóng chuyền của Bưu điện Hà Nội. Hai người cưới nhau năm 2004. Anh đã có bằng đại học Thể dục thể thao, dù phải mất một thời gian khá dài để học vì vừa thi đấu vừa học. .